# Xã Sumpter, Quận Cumberland, Illinois
Xã Sumpter (tiếng Anh: Sumpter Township) là một xã thuộc quận Cumberland, tiểu bang Illinois, Hoa Kỳ. Năm 2010, dân số của xã này là 1.980 người.